# Bustin' Out
Ne doit pas être confondu avec Bustin' Out of L Seven.
 (juin 2017).
Si vous disposez d'ouvrages ou d'articles de référence ou si vous connaissez des sites web de qualité traitant du thème abordé ici, merci de compléter l'article en donnant les références utiles à sa vérifiabilité et en les liant à la section « Notes et références ».
Albums de Pure Prairie League
Pure Prairie League
(1972) Two Lane Highway
(1975)
Singles
1. Amie
Sortie : 1973

Bustin' Out est le second album du groupe américain de country rock Pure Prairie League, sorti en 1972.

## Présentation
L'album présente la chanson Falling in and Out of Love qui se termine par un segue avec la pièce Amie. Amie se conclut alors avec le chœur principal de Falling in and Out of Love. En raison de cette interrelation, de nombreuses stations de radio américaines de classiques du rock et AOR interprètent cette paire de chansons comme une seule.
Il faudra attendre quelques années après sa sortie, à l'apogée de la country rock et du Southern rock, au milieu des années 1970, pour que l'album devienne populaire. À cette époque le leader, Craig Fuller, ne fait plus partie du groupe.
Amie est le premier single édité. À sa parution, en 1973, il est principalement diffusé sur les stations de radio de campus.
Sur l'album apparaît, en tant qu'invité, le guitariste soliste britannique Mick Ronson sur la chanson Angel No. 9, des Spiders from Mars de David Bowie.

## Liste des titres
Toutes les chansons sont écrites et composées par Craig Fuller, Edward Mark Holstein, George Ed Powell.
| A1. | Jazzman              | 2:30 |
| A2. | Angel No. 9          | 5:00 |
| A3. | Leave My Heart Alone | 4:24 |
| A4. | Early Morning Riser  | 5:06 |

| B1. | Falling in and Out of Love | 2:12 |
| B2. | Amie                       | 4:18 |
| B3. | Boulder Skies              | 4:05 |
| B4. | Angel                      | 4:25 |
| B5. | Call Me, Tell Me           | 2:44 |

## Crédits
| - Craig Fuller : chant, guitare électrique et acoustique, basse - George Ed Powell : chant, guitare électrique et acoustique - William Frank Hinds : batterie - Mick Ronson : guitare, chœurs - Al Brisco Clark : guitare steel - James Rolleston : basse - Michael Connor : piano, claviers - Bob Ringe : percussions, marimba - Little Bobby Ring(e) : maracas, shaker - Dianne Brooks : chœurs sur Leave My Heart Alone | - Production : Bob Ringe, Susan Ruskin, Don Wardell - Arrangements (cordes) : Mick Ronson - Ingénierie : Mark Smith - Ingénierie (enregistrement) : Cub Richardson - Direction artistique : Acy R. Lehman - Remastering : Rick Rowe - Management : Roger Abramson - Artwork : George Gross |